# Sophie Capewell
Sophie Capewell, född 4 september 1998 i Burton upon Trent, är en brittisk tävlingscyklist som tävlar i bancykling.

## Karriär
Sophie Capewell ingick i det brittiska lag som tog silver i lagsprint vid världsmästerskapen i bancykling 2023. Vid VM 2021 och 2022 tog hon brons i teamsprinten.
Vid OS 2024 tog hon guld i lagsprinten tillsammans med Katy Marchant och Emma Finucane.